# Lappenpflugschnabel
Der Lappenpflugschnabel (Eulacestoma nigropectus) ist die einzige Art der Gattung Eulacestoma und der im Jahr 2014 von Richard Schodde und Leslie Christidis aufgestellten Familie Eulacestomatidae. Er kommt in Neuguinea vor.

## Merkmale
Der Lappenpflugschnabel erreicht eine Körperlänge von 12,5 bis 14 cm und ein Gewicht von 19 bis 22 g. Er hat ein auffallendes Erscheinungsbild und einen tiefen, seitlich kompressierten Schnabel. Der Körper ist klein und kompakt eiförmig. Der Hals ist kurz und dick. Flügel und Schwanz sind mittellang. 
Das Männchen ist am Oberkopf und an der Oberseite ocker-olivgrün. Die Stirn, das Gesicht und die Schultern sind mehr goldfarben. Die Zügel sind schwarz. Charakteristisch sind zwei große, kreisförmige rosa Kehllappen, die vom Schnabel bis zu beiden Seiten der Kehle verlaufen. Die Oberflügel sind rußschwarz oder schwarzbraun. Die Schwungfedern sind oliv-grün gesäumt. Die Flügeldecken sind rußschwarz. Der Schwanz ist schwarzbraun. Die Steuerfedern sind oliv-grün gesäumt. Kinn und Oberkehle sind gelb. Die Unterkehle und die Brust sind schwarz mit olivfarbenen Federsäumen. Die übrige Unterseite ist olivgrün. Die Iris ist dunkel rotbraun. Der Schnabel ist rußschwarz. Die mittellangen Beine sind grau. 
Beim Weibchen ist die Oberseite ocker-oliv, die Unterseite helloliv. Die Brust ist schwach weißlich gebändert, die Iris braun und der Schnabel grau. Der Kehllappen fehlt. 
Bei den juvenilen Vögeln ist die Oberseite kastanienbraun, die Flügeldecken sind rostrot, die Schwungfedern und Steuerfedern sind kastanienbraun umsäumt. Die Brust ist grau mit rostroten Schimmer. Die immaturen Vögel ähneln den Weibchen, sie behalten jedoch die Flügeldecken des Jugendkleides bei.

## Systematik
Eulacestomatidae ist Teil der Überfamilie Corvoidea in der Unterordnung der Singvögel. Die einzige Art der Gattung Eucalestoma wurde traditionell in die Familien Falcunculidae (Meisendickkopf) beziehungsweise Pachycephalidae (Dickköpfe) gestellt. Nach einer Molekularanalyse mit umfangreichen Stichproben fanden Knud Andreas Jønsson und seine Kollegen Eucalestoma eingebettet in eine große Gruppe der Corvoidea mit Corvidae (Rabenvögel), Laniidae (Würger), Paradisaeidae (Paradiesvögel), Rhipiduridae (Fächerschwänze) und Monarchidae (Monarchen) als Schwestergruppen. Marie Aggerbeck und ihre Kollegen betrachteten Eucalestoma basierend auf 22 Genen als Schwestergruppe der Spiegelkleiber (Neosittidae). Die wahren Verwandtschaftsverhältnisse dieser Art sind jedoch noch immer unklar, und es scheint, dass der Lappenpflugschnabel eine alte Abstammungslinie darstellt, die keine nahen lebenden Verwandten in der Unterfamilie Corvoidea hat. Innerhalb der Klade Corvoidea ist Eulacestoma klar von den anderen Gruppen abgetrennt.

## Verbreitung
Ihre Verbreitung erstreckt sich in Zentral- und Ost-Neuguinea von den Weyland Mountains bis zur Owen Stanley Range im Südosten.

## Lebensraum
Der Lappenpflugschnabel bewohnt Wald und angrenzende Gebiete mit dichtem Neubewuchs, hauptsächlich in Höhenlagen von 1950 m bis 2850 m und lokal bis in Höhen von 1250 m im Südosten. Er ist häufig in der unteren und mittleren Baumstufe zu beobachten, insbesondere im Bambusdickicht.

## Nahrungsverhalten
Lappenpflugschnäbel ernähren sich hauptsächlich von Insekten, die sie von Zweigen und Blättern sammeln. Sie benutzen ihren Schnabel auch, um Rinde durch Hacken und Schälen zu entfernen und kräftig in Rinde und Moos zu wühlen und die Unterseite kopfabwärts über die Gliedmaßen gelehnt nach Beute abzusuchen. Der Lappenpflugschnabel ist häufig in gemischten Schwärmen anzutreffen.

## Fortpflanzungsverhalten
Obwohl sehr wenig über die Brutbiologie dieser Art bekannt ist, wird vermutet, dass sie monogam ist und biparentale Brutpflege betreibt. Die Gelegegröße, das Nest und das Brutverhalten sind nicht dokumentiert.